# 克雷皮 (加来海峡省)
克雷皮（法語：Crépy，法語發音：[kʁepi] ⓘ）是法国上法蘭西大區加来海峡省的一个市镇，属于蒙特勒伊区。

## 地理
克雷皮（50°28'31"N, 2°12'10"E）面积6.91 平方千米，位于法国上法蘭西大區加来海峡省，该省份为法国北部沿海省份，西北濒北海，南至索姆省，东临北部省。
与克雷皮接壤的市镇（或旧市镇、城区）包括：利斯堡、特讷尔、蒂利卡佩勒、韦尔尚、昂布里库尔、埃基尔。
克雷皮的时区为UTC+01:00、UTC+02:00（夏令时）。

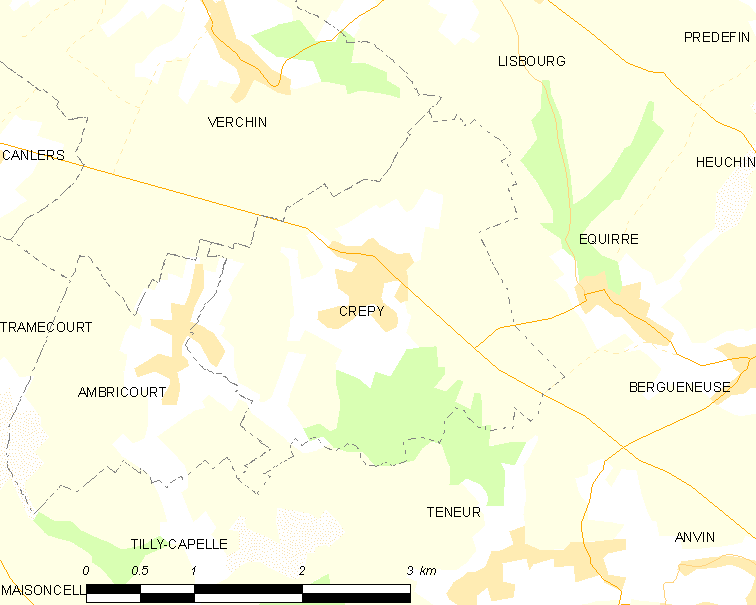
克雷皮的OSM定位图

## 行政
克雷皮的邮政编码为62310，INSEE市镇编码为62256。

## 政治
克雷皮所属的省级选区为弗吕日县。

## 人口

1962-2008年间克雷皮人口变化图示

克雷皮于2022年1月1日时的人口数量为158人。